# الثقافة الأم
الثقافة الأم هي عبارة عن ثقافة قامت في وقت سابق لها تأثير كبير وعلى نطاق واسع على بعض الثقافات التي أتت في وقت لاحق. بالرغم من تلاشي الثقافة الأم فإن تأثيرها على الثقافات التي تليها تبقى في نمو مستدبم. وعادة ما تتعلم الحضارات اللاحقة الثقافة الأم عن طريق الاستيعاب السلمي أو بالطرق العسكرية.
الثقافات الأم في التاريخ التي تشمل من كيميت في البحر الأبيض المتوسط، والأولمك في أمريكا الوسطى والفينيقيين في شمال أفريقيا والشرق الأدنى والإراميين في الشرق الأوسط.

## أمثلة
- الفينيقيين التي انتهى من قرون إلا أن تأثيرها على حضارات شمال أفريقيا وغرب البحر المتوسط ما زالت إلى يومنا هذا وخاصة في لبنان، شرقي سوريا وتونس.
- حضارة أولمك: التي اندثرت في القرن التاسع ما قبل الميلاد في أمريكا الجنوبية ذات التأثير الكبير على حضارات المكسيك والأكوادور.
- الفراعنة: والذي ما تزال تأثيرها على ثقافات وادي النيل إلى اليوم.
- الجاهلية العربية: والتي ما زال شعرها وثقافتها تؤثر على الحياة اليومية في الجزيرة الغربية.
- إسرائيل: مع أن شعوب إسرائيل التاريخية اندثرت منذ عشرا القرون، الا أن تأثيرها ولد ثقافات جديدة بمسميات يهودية تعتنق أفكار الإسرائيليات القديمة.